# Homogalax
Homogalax ist ein heute ausgestorbener, sehr früher Vertreter der Unpaarhufer. Nachgewiesen wurde er anhand mehrerer Fossilfunde aus dem Nordwesten der USA, wobei der Großteil der Reste aus dem Bundesstaat Wyoming stammt. Die Funde datieren in das Untere Eozän vor 56 bis 48 Millionen Jahren. Allgemein war Homogalax sehr klein und erreichte mit maximal 15 kg das Gewicht heutiger Weißbartpekaris. Stammesgeschichtlich repräsentiert die Gattung eine Vorform der Entwicklungslinien, die zu den heutigen Nashörnern und Tapiren führten (zusammengefasst Ceratomorpha genannt). Im Gegensatz zu diesen war Homogalax an eine schnelle Fortbewegung angepasst.

## Merkmale
Homogalax war ein kleiner Vertreter der sehr frühen Unpaarhufer und gehörte zu einer Vorgängerform der Linie, die zu den heutigen Nashörnern und Tapiren führte. Allgemein ähnelte er anderen, urtümlichen Formen dieser Säugetierordnung wie Hyracotherium oder Sifrhippus, teils gut untersuchten Angehörigen der frühen Pferdeartigen, was die sehr basale Stellung innerhalb der Unpaarhufer aufzeigt. Anhand verschiedener Skelettelemente kann ein Körpergewicht von 9,5 bis 15,1 kg angenommen werden. Bekannt ist Homogalax von zahlreichen Fossilfunden, die aber nur teilweise vollständiges Material umfassen. Darunter befindet sich ein stark verwitterter Schädel, der allerdings wenige Skelettmerkmale erkennen lässt. Dieser ist rund 15 cm lang und relativ flach, wobei er insgesamt jenem von Hyracotherium ähnelte. Typisch war der kurze Mittelkieferknochen, der steil aufstieg und mit dem Nasenbein in Kontakt trat, was bei heutigen ceratoromorphen Unpaarhufern (Tapire und Nashörner) nicht der Fall ist. Der aufsteigende Mittelkieferknochen formte die Rückseite des Naseninnenraums, was ebenfalls bei heutigen Unpaarhufern unbekannt ist. Dadurch besaß das Nasenbein nur eine kurze Ausdehnung nach vorne und überragte den Eckzahn nur wenig. Das Hinterhauptsbein wies eine deutlich kurze Form auf, während der Jochbeinbogen wenig stark auskragend war und eher parallel zum Schädel verlief.

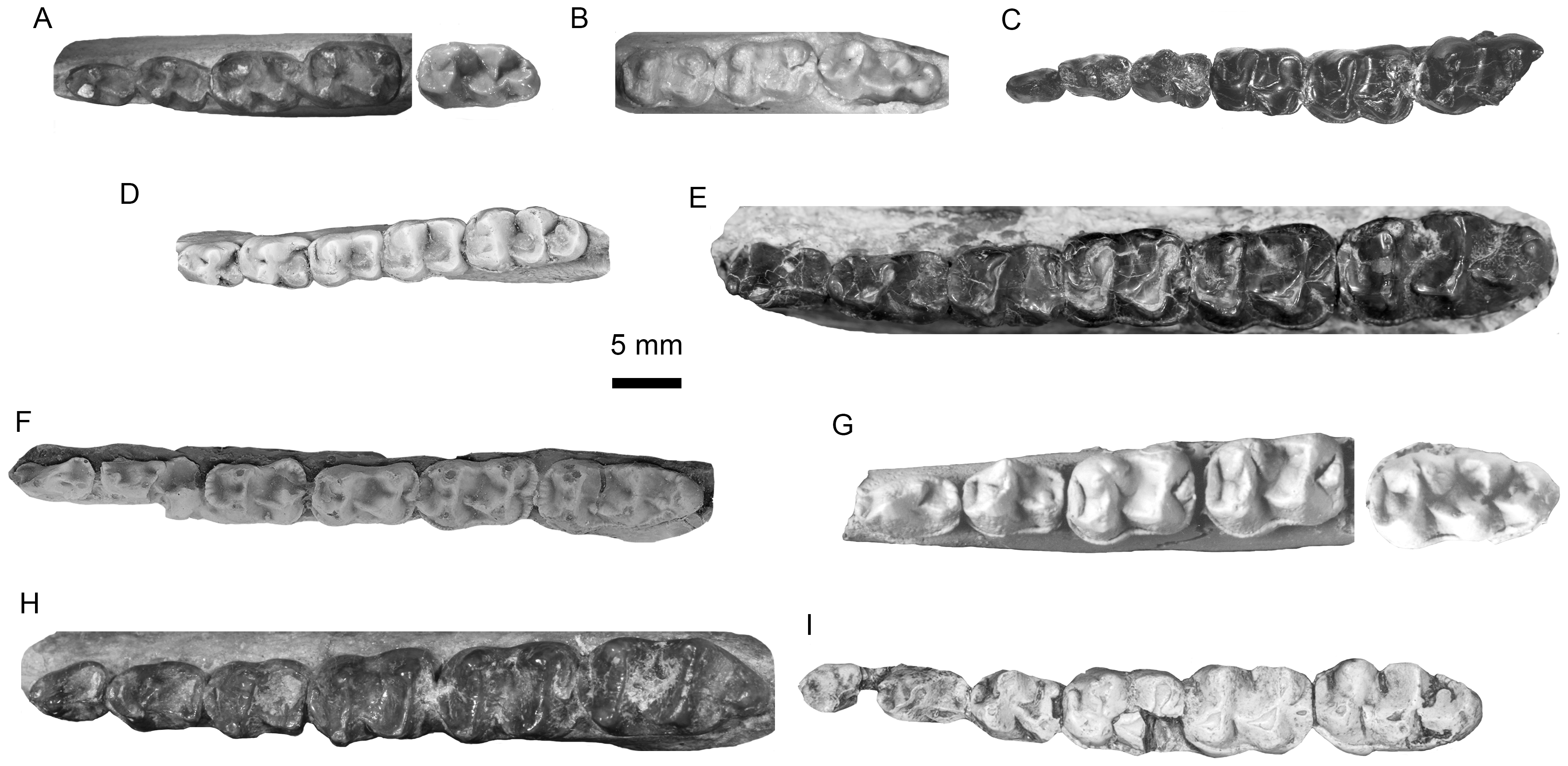
Unterkieferbezahnung verschiedener Vertreter der früher Unpaarhufer (A – Cymbalophus, B – Erihippus, C – Meridiolophus, D – Gandheralophus, E – Homogalax, F – Karagalax, G – Chowliia, H – Heptodon, I – Cardiolophus)

Das Gebiss umfasst das vollständige der frühen Höheren Säugetiere und wies folgende Zahnformel auf: {\displaystyle {\frac {3.1.4.3}{3.1.4.3}}}. Die Schneidezähne waren meißelartig geformt und klein, besaßen aber unterschiedliche Größen. Generell wurde der dritte (äußerste) Schneidezahn am größten. Der Eckzahn wies meist eine lange und spitze Form auf und war seitlich etwas gepresst. Nur selten trat zum hinteren Gebiss ein kurzes, weniger als 1 cm langes Diastema auf, weitere konnten zwischen dem letzten Schneide- und dem Eckzahn sowie zwischen den ersten beiden Prämolaren beobachtet werden. Die Prämolaren selbst waren vollständig unmolarisiert – ähnelten den Molaren also nicht – und besaßen meist nur einen erhöhten Zahnschmelzhöcker auf der Kauoberfläche. Die Molaren waren durch niedrige (brachyodonte) Zahnkronen und zwei tapirartig querstehende Zahnschmelzleisten (bilophodont) charakterisiert, die im Unterkiefer aber auch schräg stehen konnten. Die Länge der Zähne nahm nach hinten hin zu. So wurde der erste Prämolar rund 0,6, der letzte Molar bis zu 1,7 cm lang.
Ein vollständiges Skelett liegt nicht vor, es sind aber einige Teile des Bewegungsapparates überliefert. Hervorzuheben sind dabei vor allem die Langknochen. Der Oberarmknochen war lang und schmal gebaut und maß etwa 13 cm. Der Oberschenkelknochen erreichte dagegen eine Länge von 15 cm und besaß charakteristischerweise einen Dritten Trochanter (Rollhügel), der typisch für Unpaarhufer ist, bei Homogalax aber noch nicht so prominent ausgebildet war. Ähnlich lang wie der Oberschenkelknochen wurde das Schienbein. Der Vorderfuß bestand aus vier Strahlen mit einem stark ausgeprägten Mittelstrahl (Metacarpus III). Die daran seitlich ansetzenden Strahlen (Metacarpi II und IV) waren dagegen in ihrer Länge etwas, der äußerste Strahl (Metacarpus V) stark reduziert. Der Hinterfuß wies dagegen nur drei Strahlen auf, besaß allerdings gleichfalls einen kräftigen Mittestrahl (Metatarsus III). Im Vergleich zu den vorderen Füßen waren die hinteren um rund 30 % länger (Metacarpus III 5,1 cm zu Metatarsus III 6,7 cm). Als ebenfalls ausgesprochen lang erwiesen sich die einzelnen Zehenglieder. Vierstrahlige Vorder- und dreistrahlige Hinterfüße sind typisch für urtümliche Unpaarhufer und treten heute nur noch bei den Tapiren auf.

## Fossilfunde
Funde von Homogalax sind weitgehend nur aus Nordamerika bekannt und stammen aus dem Unteren Eozän vor 56 bis 48 Millionen Jahren (lokalstratigraphisch Unteres Wasatchium genannt). Sie zeigen, dass Homogalax ein regelmäßiges, allerdings nicht häufiges Faunenelement jener Zeit darstellte. Vor allem im US-Bundesstaat Wyoming konnten zahlreiche Fossilien geborgen werden. Eine große Bedeutung haben die Überreste aus der Willwood-Formation des Bighorn-Beckens, zu denen neben mehr als 100 Fossilstücken mehrerer Individuen unter anderem ein vollständiger Schädel gehört, der einer der wenigen überlieferten von Homogalax ist. Hierzu zählen aber auch der überwiegende Teil der bekannten postcranialen Skelettfunde, so einzelne Langknochen, ein vollständiges Fuß- und Handskelett und Teile des Beckens und Schulterblattes. Weitere Reste sind aus dem Washakie-Becken überliefert, ebenso wie aus dem Powder-River-Becken; beide Fundlokalitäten enthielten allerdings weitgehend nur isolierte Zähne. Außerhalb Wyomings sind Reste aus der Golden-Valley-Formation in North Dakota berichtet worden. Weit abseits dieser Fundstellen lagerten die nördlichsten Funde von Homogalax in der Margaret-Formation auf der Ellesmere-Insel im hohen Norden Kanadas, sie umfassen unter anderem einzelne Gebissfragmente.

## Paläobiologie
Anhand der Zähne lassen sich im Verlauf der Stammesgeschichte von Homogalax nur wenige Veränderungen in der Größe und Gestaltung ausmachen, so dass die Gattung sich kaum weiter entwickelte. Allerdings variiert der Eckzahn in seiner Größe, was als Sexualdimorphismus gedeutet werden kann. Die ermittelten Messdaten sind jedoch nicht eindeutig, da es auch intermediäre Längen gibt. Der lange Bau der unteren Abschnitte der Gliedmaßen, vor allem der Hinterbeine, aber auch einzelner Knochen, hier speziell der Fußwurzelknochen, zeigt Anpassungen an eine schnellläufige Lebensweise (cursorial). Dabei sorgten unter anderem speziell ausgeprägte Gelenkflächen am Sprungbein, dass der Fuß stabil in Längsrichtung lag und bei hoher Laufgeschwindigkeit nicht seitlich ausscherte. Eine dauerhaft schnelle Fortbewegung innerhalb der Unpaarhufer ist nach allgemeiner Auffassung ein urtümliches Merkmal und wird heute nur noch von den hochspezialisierten Vertretern der Pferde ausgeübt.

## Systematik
Homogalax ist eine Gattung aus der Ordnung der Unpaarhufer. Innerhalb dieser stellt sie einen sehr ursprünglichen Vertreter dar, der meist zur Familie der Isectolophidae gestellt wird. Die Isectolophidae formen den urtümlichsten Zweig der Zwischenordnung der Tapiromorpha, einer morphologisch vielfältigen Gruppe, die die weitläufigen Verwandten der heutigen Tapire (Tapiroidea) und Nashörner (Rhinocerotoidea), aber auch der nur fossil nachgewiesenen Chalicotherien (Chalicotherioidea) einschließt. Dabei stehen die Isectolophidae als Schwestergruppe allen anderen Mitgliedern dieser Verwandtschaftsgruppe gegenüber und umfassen so deren stammesgeschichtlich ältesten Mitglieder. Innerhalb der Isectolophidae gelten Homogalax und sein Schwestertaxon Cardiolophus wiederum als sehr basal, während das für die Familie namengebende Isectolophus, aber auch Meridiolophus den anderen Ceratomorpha, der gemeinsamen Gruppe der Nashörner und Tapire, wesentlich näher steht. Einige Forscher sehen die Familie dadurch als nicht geschlossene Einheit (paraphyletisch), andere widersprechen dem aber aufgrund einiger Zahnmerkmale.
Die systematische Stellung von Homogalax war forschungsgeschichtlich lange Zeit umstritten. Frühe Funde, die zwei stark abgekaute Kieferfragmente aus früheozänen Ablagerungen des US-Bundesstaates New Mexico umfassten, wurden 1875 von Edward Drinker Cope zu Orohippus gestellt und der Art O. tapirinus zugedacht. Orohippus repräsentiert einen sehr frühen Vertreter der Pferde Nordamerikas. Zwei Jahre später verwies sie Cope jedoch zu Hyracotherium, einem ebenfalls sehr ursprünglichen Pferdevorfahren, der aus heutiger Sicht aber weitgehend auf Eurasien beschränkt war und in die Entwicklungslinie der Palaeotheriidae gehört. Im Jahr 1880 entdeckte Jacob L. Wortman umfangreicheres Fundmaterial in eozänen Ablagerungen des Bighorn-Beckens in Wyoming, das an jenes früher Tapire erinnerte. Cope etablierte im darauf folgenden Jahr aufgrund des fehlenden beziehungsweise nur gering ausgebildeten, für Hyracotherium aber typischen Diastema zwischen vorderem und hinterem Gebiss die Gattung Systemodon und erhob S. tapirinum (ehemals O. tapirinus) zur Typusart der Gattung. Henry Fairfield Osborn erkannte elf Jahre später Systemodon als Vorfahren der Tapire an. Wortman stellte 1896 die neuen Arten S. protapirinum und S. primaevus auf, verwies aber gleichzeitig S. tapirinum erneut zu Hyracotherium und schloss so die Nominatform von Systemodon aus der eigenen Gattung aus. Daraufhin schlug Oliver Perry Hay im Jahr 1899 den Namen Homogalax vor, um taxonomische und systematische Probleme für die verbliebenen Arten von Systemodon zu vermeiden; Systemodon gilt seitdem nun in Teilen als synonym zu Homogalax. Dabei stammt der Name Homogalax aus dem Griechischen (ομογάιαξ) und bedeutet so viel wie „Stiefbruder“. Das Typusmaterial (Exemplarnummer AMNH 4460) umfasst einen Oberkiefer mit der erhaltenen Zahnreihe vom ersten Prä- bis zum letzten Molaren und einen Unterkiefer, dem lediglich der vorderste Prämolar fehlt.
In seiner Benennung von Homogalax wählte Hay das von Wortman zuvor benannte S. primaevus als Typusart. Dies wurde lange Zeit als Konsens angesehen. Da aber Wortman im gleichen Aufsatz nur wenige Seiten zuvor auch S. protapirinus eingeführt hatte, stellte Leonard B. Radinsky diese Entscheidung im Jahr 1963 in Frage und synonymisierte unter Verweis auf die Prioritätsregel erstgenannte mit letztgenannter Art. Unabhängig von der Bestimmung der Nominatform war die Anzahl der Arten von Homogalax uneinheitlich. Im Jahr 1991 wies Philip D. Gingerich H. aureus aus, basierend auf einzelnen Gebissfragmenten aus North Dakota. Diese Art wird häufig als zweiter Vertreter von Homogalax in Nordamerika betrachtet. Des Weiteren wurden auch einzelne Formen aus Asien etabliert, etwa H. namadicus und H. wutuensis, doch sind diese nach umfassenden Analysen als Angehörige früher Chalicotherien wie Protomoropus zu werten. Eine weitere Art, H. reliquius konnte später als ein Vertreter von Isectolophus identifiziert werden.